# Nikola Budišić
Nikola (Ignjat) Budišić (Mačvanska Mitrovica, 12 oktober 1947) was een Joegoslavisch voetballer die als verdediger speelde.
Van juli 1967 tot juni 1974 heeft hij voor Partizan Belgrado gespeeld. In juli 1974 is hij naar het Griekse Panathinaikos vertrokken. In maart 1975 kreeg hij een contract bij het Bredase NAC. Hier beleefde hij tot juni 1979 gouden tijden als voorstopper. NAC transformeert mede door de komst van Budišić in die jaren van degradatiekandidaat naar middenmoter in de eredivisie. Van 1979 tot 1981 voetbalde hij voor het Belgische Beringen FC.
Na zijn spelersloopbaan volgde hij bij de KNVB diverse trainersopleidingen. Zijn trainersopleiding sloot hij af door in Belgrado zijn einddiploma te behalen. Hij trainde jeugdteams bij Feijenoord en Dordrecht. Daarnaast had hij een Joegoslavisch restaurant in Breda waar hij als kok werkzaam was. Na een scheiding ging het restaurant failliet. Hij ging naar Belgrado waar hij zijn nieuwe vrouw leerde kennen met wie hij in Rotterdam ging wonen.
In 2003 vertrok hij definitief uit Nederland om weer in zijn geboorteland te gaan wonen. Hij woont nu in het dorpje Laćarac, vlak bij Sremska Mitrovica. In 2007 richtte hij samen met een neef de voetbalschool AJAX op in Sremska Mitrovica. Hier traint hij drie maal in de week de jeugd en coacht hij FK AJAX.
In 2007 werd hij door het blad Sportweek uitgeroepen tot beste buitenlander ooit bij NAC. Sportweek heeft hem tevens opgenomen in het sterrenelftal van beste buitenlanders in de Eredivisie.